# Alison Shanks
Alison „Ali“ Shanks (* 13. Dezember 1982 in Dunedin) ist eine ehemalige neuseeländische Radrennfahrerin mit Erfolgen auf Bahn und Straße.
2005 schloss Alison Shanks ein Studium der Ernährungswissenschaften und des Marketings an der University of Otago ab. Anschließend begann sie mit dem Leistungs-Radsport.
Erste Erfolge feierte Shanks 2005 bei den Ozeanien-Spielen mit einem dritten Platz im Straßenrennen und einem zweiten in der Einerverfolgung. Es folgten nationale Titel sowie Podiumsplätze bei Bahn-Weltcups.
Bei den UCI-Bahn-Weltmeisterschaften 2009 im polnischen Pruszków wurde Alison Shanks Weltmeisterin in der Einer- sowie Vize-Weltmeisterin in der Mannschaftsverfolgung (mit Lauren Ellis und Jaime Nielsen). Beim Bahnrad-Weltcup 2009/2010 belegte sie den zweiten Platz in der Gesamtwertung der Einerverfolgung hinter der Britin Wendy Houvenaghel, die sie im WM-Finale 2009 noch geschlagen hatte. 2010 gewann sie bei den Commonwealth Games die Goldmedaille in der Einzelverfolgung.
2012 wurde Shanks erneut Weltmeisterin in der Einerverfolgung. Bei den Olympischen Spielen 2012 in London belegte sie gemeinsam mit Ellis und Nielsen. Rang fünf in der Mannschaftsverfolgung.
Im Juni 2013 wurde Alison Shanks an der Hüfte operiert und konnte in der Folge nicht zu ihrer alten Form zurückfinden. Anfang 2014 beendete sie offiziell ihre Radsportlaufbahn.

## Ehrungen
2019 wurde Alison Shanks, inzwischen Mitglied des Präsidiums von Cycling New Zealand, für ihre Verdienste um den Radsport als Athletin und Funktionärin mit einem Cycling Award („Service to Cycling)“ geehrt.

## Erfolge

### Bahn
2005
- Ozeanienspiele – Einerverfolgung

2009
- Weltmeisterin – Einerverfolgung
- Weltmeisterschaft – Mannschaftsverfolgung (mit Jamie Nielsen und Lauren Ellis)
- Weltcup in Peking – Einerverfolgung, Mannschaftsverfolgung (mit Kaytee Boyd und Lauren Ellis)
- Weltcup in Melbourne – Mannschaftsverfolgung (mit Kaytee Boyd und Lauren Ellis)

2010
- Weltmeisterschaft – Mannschaftsverfolgung (mit Rushlee Buchanan und Lauren Ellis)
- Commonwealth Games 2010 – Einerverfolgung
- Weltcup in Peking – Einerverfolgung
- Weltcup in Cali – Einerverfolgung, Mannschaftsverfolgung (mit Rushlee Buchanan und Lauren Ellis)
- Neuseeländische Meisterin – 500-Meter-Zeitfahren, Teamsprint (mit Katie Schofield)

2011
- Weltmeisterschaft – Einerverfolgung
- Weltmeisterschaft – Mannschaftsverfolgung (mit Kaytee Boyd und Lauren Ellis)

2012
- Weltmeisterin – Einerverfolgung

### Straße
2005
- Ozeanienspiele – Einzelzeitfahren

2006
- Neuseeländische Meisterin – Einzelzeitfahren

2007
- Neuseeländische Meisterin – Straßenrennen, Einzelzeitfahren